# Moment dipolar elèctric
En electromagnetisme el moment dipolar elèctric és una mesura de la polaritat d'un sistema de càrregues elèctriques. Per a un dipol elèctric, format per les càrregues +q i -q separades per la distància r, el moment dipolar elèctric p és un vector definit com el producte del valor absolut de la càrrega pel vector que determinen les dues càrregues, que es dirigeix de -q a +q:
{\displaystyle \mathbf {p} =q\,\mathbf {r} .}
D'aquesta definició hom pot deduir que el moment dipolar elèctric té unes dimensions de càrrega per longitud, per tant, en unitats del SI s'expressarà en coulomb per metre (C·m).
Sovint és convenient de tractar les configuracions complexes de càrregues com si fossin un dipol i es comportessin com a tal.
L'expressió anterior es pot generalitzar per a casos on es vol trobar el moment dipolar elèctric per a una configuració de N càrregues discretes:
{\displaystyle \mathbf {p} =\sum _{i=1}^{N}\,q_{i}\,\mathbf {r} _{i}.}
en el cas d'una distribució continua de càrregues podem utilitzar la forma integral
{\displaystyle \mathbf {p} =\int \rho (\mathbf {r'} )\,\mathbf {r'} \ d\tau '}
El moment dipolar és utilitzat habitualment a sistemes que tenen una càrrega global neutra. Per exemple, un parell de càrregues oposades o un conductor neutre en un camp elèctric uniforme. Per a aquests tipus de sistemes el valor del moment dipolar elèctric és independent de l'origen de l'eix del sistema. Per a sistemes no neutres dependrà de l'origen escollit. El moment dipolar elèctric és útil, per exemple, en el càlcul del parell de gir d'un dipol, l'origen es pren al centre de la càrrega absoluta del sistema, {\displaystyle {\vec {R}}}, que es defineix de la mateixa manera que el centre de masses, de fet, per a alguns sistemes és el mateix.
El concepte de moment dipolar és molt útil en el cas dels àtoms i molècules perquè els efectes de la separació de càrregues és mesurable però la distància entre les càrregues és massa petita com per ser mesurable de manera fàcil. També és molt útil en el cas dels dielèctrics i d'altres aplicacions en materials sòlids i líquids.